# Guy Lebleu
Pour les articles homonymes, voir Lebleu.
Guy Lebleu ou encore Allô D.M.A. est une série d'aventures créée par Jean-Michel Charlier  (scénario) et Raymond Poïvet (dessins) pour la revue Pilote en 1961.

## L'influence de Radio-Luxembourg
Le lancement du journal Pilote en 1959 fut fortement soutenu par une campagne publicitaire de Radio-Luxembourg, puisque tel était le nom de RTL à l'époque. En échange de ce soutien commercial, la station de radio détenait 25 % des parts du journal. Ceci se traduisit d'ailleurs par un immense succès immédiat puisque les 300 000 exemplaires initiaux furent vendus dans la journée et que 200 000 autres exemplaires furent tirés en urgence.

Ceci explique mieux les liens qui unissaient ces deux médias. Or au début des années 60, Radio Luxembourg a une émission d'information vedette : Allô Dix Millions d'Auditeurs qu'on abrège en Allô D.M.A.
Armand Jammot est l'un des rédacteurs en chef d'une équipe qui comprend Pierre Bellemare, Philippe Gildas et Christian Brincourt, pour ne citer que ceux qui sont aujourd'hui encore les plus connus. On voit d'ailleurs à plusieurs reprises ces différents journalistes dans les cases qui font apparaître le comité de rédaction. Il arrive même à Christian Brincourt, grand reporter, de partager les aventures de Guy Lebleu. Ce dernier est un personnage fictif, bien que son nom soit inspiré de celui d'un des journalistes de l'équipe de rédaction : Michel Leblanc.
Le lancement du premier épisode est d'ailleurs accompagné dans le journal d'un reportage sur quatre pages, reportage assuré par Guy Vidal, qui deviendra rédacteur en chef de Pilote bien des années plus tard.

## Les aventures

### Allô D.M.A.
Guy Lebleu fait son apparition  dans le n° 105 de Pilote (26 octobre 1961). Le reporter est amené, accidentellement, à enquêter sur la survie possible de Martin Bormann, haut dignitaire nazi, dont le corps n'a jamais été retrouvé. Les spécialistes pensent aujourd'hui qu'il est mort en essayant de s'enfuir de Berlin en flammes à la fin avril/ début mai 1945. Mais le sujet reste controversé. Ainsi en 1967 Simon Wiesenthal pense que le nazi vit au Paraguay, Alain Decaux consacre au sujet une de ses émissions télévisées, laquelle ne fait d'ailleurs que reprendre la thèse d'un de ses livres.
La chose peut paraître surprenante aujourd'hui mais la survie même d'Hitler était jusqu'en 1956 une hypothèse de travail du F.B.I. De plus, le cas d'Eichmann était là pour prouver que la chose était possible.
Il est à noter que l'emploi de la couleur était loin d'être général dans les premières histoires, l'aventure initiale ayant même été réalisée au lavis. Pour éviter d'utiliser le noir et blanc, parfois jugé rétrograde, Pilote usait volontiers de la bichromie, avec notamment des tonalités de rouge.

### Allô D.M.A. (bis)
Le vol Melbourne-Manille vient de disparaître dans le golfe de Carpentarie alors que la météo était bonne. C'est le 5ème accident de ce genre en un mois. Plus curieux encore, les analyses effectuées sur les débris laissent entendre que le métal des avions semblait hors d'usage alors que les appareils étaient neufs ou presque. Guy fouille davantage et s'aperçoit qu'il n'y a pas que des avions qui s'écrasent mais des bateaux disparaissent également et ce, depuis 2 ans.
Il n'en faut pas plus pour dépêcher Guy Lebleu en Papouasie-Nouvelle-Guinée.

### Les pirates de la nuit
Un des camions des Transports Transeurope a disparu entre Nemours et Fontainebleau. Bien vite on retrouve le conducteur drogué mais sans son camion. Les voleurs réclament alors une rançon de 25 millions d'(anciens) Francs pour une machine qui en vaut 40. Malgré le plan audacieux de Guy Lebleu qui effectuait un reportage dans l'entreprise, la tentative de capture des bandits échoue. D'autres camions disparaissent alors...
À noter que la fin de l'histoire semble être inspirée d'une des nouvelles de Conan Doyle. D'ailleurs Jean-Michel Charlier en reprendra l'idée dans Le Train Fantôme, la dernière aventure de Marc Dacier parue dans Spirou en 1967, laquelle s'inspire également de l'attaque du train postal Glasgow-Londres.

### L'organisation XXX / Mort en tous genres /La cité secrète de la mort
Ces 3 titres ne constituent en fait qu'une seule et même histoire de 90 planches. D'ailleurs les 6 premières planches de Mort en tous genres continuent la numérotation des planches de L'organisation XXX de 29 à 34 pour passer assez brusquement à 7.
Mauclère, un des reporters de Radio-Luxembourg a disparu à Caracas sans laisser de traces. Guy est envoyé enquêter sur place. Quand il se rend dans l'appartement du journaliste, il constate que l'appartement est sens dessus dessous et que les bandes magnétiques des reportages ont été brûlées.
Bientôt, c'est la vie du héros qui est menacée.

### 15 milliards de diamants
Guy a quitté Radio-Luxembourg pour l'O.R.T.F. d'où il est envoyé en reportage à Cannes pour couvrir "la nuit du diamant" dans laquelle des diamants pour une valeurs de 15 milliards (anciens) seront exposés. Bien évidemment, les diamants sont dérobés en chemin malgré l'escorte policière.

## Intérêt de la série
Jean-Michel Charlier était un formidable raconteur d'histoires, sans doute l'Alexandre Dumas de la BD. Cette saga est donc une fabuleuse série d'aventures au rythme soutenu mais c'est également un témoin de son époque. On voit comment se mitonne un journal parlé, chose nouvelle pour les lecteurs de l'époque. On mesure également, par de petites touches inconscientes, l'évolution de la société. Ainsi, il n'est pas anodin de constater que Lebleu entame ses aventures à la radio pour les terminer à l'O.R.T.F, pôle qui regroupa les deux seules chaînes (d'État) existant à l'époque.

## Les publications
1. Allô D.M.A. du #105 (26/10/1961) au #134(17/5/1962)-31 planches
2. Allô D.M.A. du #139 (21/06/1962) au #209(21/5/1964) -103 planches
3. Poisson d'Avril #230 (19/03/1964) -1 planche
4. Les Pirates de la Nuit du  #259 (8/10/1964) au #286 (15/04/1965) -56 planches. Cette histoire a été republiée -et recoloriée- dans Tintin (France) du #68 (28/12/1976) au #79 (15/03/1977).
5. Le Bleu, reporter-daguerrotypiste  #267 (3/12/1964) -1 planche
6. L'Organisation XXX  du #289 (6/05/1965) au #302 (5/08/1965) -28 planches
7. Morts en Tous Genres  du #303 (12/08/1965) au #316 (11/11/1965) -28 planches
8. La Cité Secrète de la Mort du #319 (2/12/1965) au #336 (31/03/1966) -34 planches
9. 15 Milliards de Diamants du #352 (21/07/1966) au #389 (6/04/1967) -74 planches. Cette histoire a été republiée -et recoloriée- dans Tintin (France) du #92 (14/06/1977) au #105 (13/09/1977).

## Les Albums

### Chez Sangam
- Allô DMA -Septembre 2012 : Reprend 1, 3 et 5, accompagné de quatre dossiers par Gilles Ratier, Dominique Poïvet et Hervé Cannet (d'autres albums auraient dû suivre, mais la Collection fut abandonnée).

### Chez Glénat
- Allô DMA -Septembre 1976: Il s'agit de la deuxième aventure.
- La Cité Secrète de la Mort -Décembre 1976 : Reprend 6., 7. et 8.

### Chez Fordis
- Les Pirates de la Nuit - Mai 2017 : Reprend 4, accompagné d'un dossier par Gilles Ratier.
- La Cité Secrète de la Mort - Septembre 2019 : Reprend 6, 7 et 8, accompagné d'un dossier par Gilles Ratier.
- 15 Milliards de Diamants - Juin 2018 : Reprend 9, accompagné d'un dossier par Gilles Ratier.

### Éditions Pirates
- Allô DMA ! Premier épisode -2009: Reprend 1[5].
- Les Pirates de la Nuit -2009 : Reprend 4. et 5.
- 15 Milliards de Diamants -2009 : Reprend 9.